# شباب اليوم (فلم)
شباب اليوم هو فيلم مصري عرض عام 1958، بطولة مريم فخر الدين وكريمان وعمر الحريري ويوسف فخر الدين ومحمود المليجي، ومن إخراج محمود ذو الفقار.

## قصة الفيلم
تعيش (فتحية) حياة مستقرة مع والدها ووالدتها وشقيقها الأصغر، تعتني فتحية بأبيها المريض، وتحب الطبيب الشاب المعالج له، وذات يوم يكتشف الأخ أن (فتحية) ليست شقيقته، وأنها فتاة تبناها والداه من ملجأ، وعندما يأتي يوم خطبتها على الطبيب يتناول الأخ قدرًا من الخمر يفقده صوابه، فيعلن لـ(فتحية) حقيقة الأمر لتنقلب حياتها رأسًا على عقب .

## طاقم التمثيل
- مريم فخر الدين: (فتحية)
- كريمان: (نوال)
- عمر الحريري: (ممدوح)
- يوسف فخر الدين: (يوسف)
- محمود المليجي: (أحمد - والد يوسف)
- رفيعة الشال: (والدة يوسف)
- علوية جميل: (والدة فتحية)
- شفيق نور الدين: (عبد الحميد - والد صبحي)
- ضحى أمير: (أخت نوال)
- ثريا فخري: (والدة نوال)
- سعد قطب: (رشاد)
- ناهد سمير: (والدة ممدوح)
- عبد الرحمن أبو زهرة: (الخادم)
- فتحية المليجي: (زكية - الخادمة)
- عبد السلام محمد
- حسن عبد السلام: (صبحي)
- أمين عنتر

## فريق العمل
- إخراج: محمود ذو الفقار
- قصة: محمود ذو الفقار، عبد العزيز سلام
- سيناريو: محمود ذو الفقار، عبد العزيز سلام
- حوار: يوسف السباعي
- مدير التصوير: مصطفى حسن
- مونتاج: أحمد إسماعيل
- موسيقى تصويرية:
- إنتاج: أفلام مريم فخر الدين
- توزيع: منتخبات بهنا فيلم